# Słownik starożytności słowiańskich
Słownik starożytności słowiańskich: encyklopedyczny zarys kultury Słowian od czasów najdawniejszych – kilkutomowy słownik encyklopedyczny, dotyczący dziejów szeroko pojętej Słowiańszczyzny do końca XII wieku.

## Historia
Projekt powstania słownika zrodził się w gronie polskich slawistów już przed II wojną światową, doszło jednak wówczas do wydania tylko zeszytu próbnego (1934). Po wojnie inicjatywę podjęła na nowo Komisja Słowianoznawstwa Polskiej Akademii Umiejętności, a po rozwiązaniu PAU w 1952 roku przejął ją Instytut Zachodni.
Pierwszy tom słownika ukazał się w 1961 roku, ostatni wydano w 1996 roku. Redaktorami Słownika byli m.in. Władysław Kowalenko, Gerard Labuda i Tadeusz Lehr-Spławiński .

## Poszczególne tomy
- T. 1 : A-E.
  - [Cz. 1]: A-B. – 1961.
  - [Cz. 2]: C-E. – 1962.
- T. 2 : F-K[2] .
  - [Cz. 1]: F-H. – 1964.
  - [Cz. 2]: I-K. – 1965.
- T. 3 : L-O.
  - [Cz. 1]: L-M. – 1967.
  - [Cz. 2]: N-O. – 1968.
- T. 4 : P-R / oprac. pod red. Gerarda Labudy i Zdzisława Stiebera.
  - [Cz. 1]: P. – 1970.
  - [Cz. 2]: Q-R. – 1972.
- T. 5 : S-Ś. – 1975.
- T. 6 : T-W.
  - [Cz. 1]: T-U. – 1977.
  - [Cz. 2]: V-W. – 1980.
- T. 7 : Y-Ż i suplementy
  - [Cz. 1]: Y-Ż. – 1982.
  - [Cz. 2]: Suplement A-C. – 1986.
- T. 8 : Suplementy [A-Ż] i indeksy / oprac. pod red. Antoniego Gąsiorowskiego, Gerarda Labudy i Andrzeja Wędzkiego.
  - [Cz. 1]: D-J. – 1991.
  - [Cz. 2]: Suplement A-Ż oraz indeksy nomina i loca. – 1996.